# 阿爾松阿
阿爾松阿（穆麟德轉寫：arsungga，？—1726年），鈕祜祿氏，滿洲鑲黃旗人。阿靈阿之子，遏必隆之孙。
康熙五十五年，降襲二等公，擢領侍衛內大臣、刑部尚書。雍正年間，擔任議政大臣、兼管八旗滿洲火器營事務。雍正二年被发往盛京。在发配地，阿尔松阿与鄂伦岱心怀不服，终日酗酒，牢骚满腹。雍正四年五月，两人同被处斩，妻子沒入官。乾隆元年，妻子釋令歸旗。

## 家庭
- 女一鈕祜祿氏，嫁三等侍衛宗室武爾卿阿（1723-1762，父涼州副都統、奉恩将军都隆额，祖父已革贝子星尼，曾祖多羅懷愍貝勒常阿岱，高祖巽簡親王滿達海；胞姊爱新觉罗氏嫁镶黄旗满洲高节，其父总兵高鈺 (清朝)）。